# 女坂 (花房観音の小説)
『女坂』（おんなざか）は、日本の小説家花房観音による性愛小説。
2013年8月9日に講談社〈講談社文庫〉より書き下ろしで刊行された。装画は増島加奈美が手がけている。国際日本文化研究センター教授の井上章一は、「男と女の間には何の望みもないかのように書かれる一方、京都の風景はうるわしく描写されている」と評価している。著者の花房は、「女子大生時代のことを小説にしたものが本作である」と語っている。

## あらすじ

### 序章 桜の樹
京都の東山の弥勒ヶ峰という山の中腹にある桜山女子学園大学に、水絵は入学することになった。東大路から桜山女子学園大学までの坂道は、〈女坂〉と呼ばれていた。入学式の当日、咲き誇る満開の桜に見とれていた水絵は、〈女坂〉で転んでしまう。顔を上げると、日菜子が目の前に立っており、すりむいた膝にハンカチを当て、介抱してくれた。

### 第1章 蕾
寮に入った水絵は、明歩と同室になった。ある日、水絵が浴場の湯船に1人で浸かっていると、日菜子が入ってきて、彼女の裸を見て水絵はどきどきする。そして、日菜子は、水絵の膝の傷口を舐める。日菜子は、入学式の日に水絵のおどおどとした表情を見たときから、この娘を手に入れたい、と思うようになった。
ある日、水絵は、よくわからないまま、〈鴨川グラフィックス〉というサークルの新歓コンパに参加する。しかし、後になってそのサークルは、男女が交わることを目的としたものだったと知り、水絵は、衝撃を受けて落ち込んでしまう。そんな水絵を日菜子は、「あんたは純真すぎる」と言って抱きしめる。そして、水絵は日菜子に誘われて、彼女の部屋へ行く。すると、日菜子は水絵に「あんたはうちが守る」「あんたをうちのもんにしたる」という。そして、水絵は、日菜子にされるがままになり、やがて、自分の中から何か熱いものがあふれるのを感じる。その1か月後、〈鴨川グラフィックス〉のメンバー数人が強姦容疑で逮捕される。

### 第2章 芽生え
嵯峨五月一家の家は、京都の大原にある。日菜子は子どもの頃、アトリエで両親が大人の遊びに興じている姿を小さな穴から覗いていた。日菜子は、高校生になると、好奇心から男と寝たが、気持ちが良いものとは思えず、男なんて嫌いだ、という思いを深めただけだった。やがて日菜子は、父がやっていたように女の子の身体を愛でたりいたぶったりするようになった。大学生になり寮に入っても、女の子を支配した。そしておどおどとしている水絵を特に可愛がり、支配するようになる。

### 第3章 破瓜
10月に入り、学園祭の準備が始まった。日菜子はとても美しいが、彼女には得体のしれないところがあり、彼女を怒らせてはいけない、と水絵は思う。水絵は、紅葉を見に東福寺へ行く。そこで転びそうになったとき、郁也に助けられる。そして水絵は、郁也に恋心を抱く。その後、郁也からメールが届くが、日菜子には知られてはいけない、と水絵は思う。その夜、日菜子に「卒業しても水絵とは離れない」といわれ、日菜子との関係が続く限り、男の人と結ばれることができないことを悟る。土曜日、水絵は郁也と2人で法然院や大豊神社を訪れる。そして、2人は抱き合う。翌日、水絵は日菜子と床をともにする。その翌日、水絵は郁也と床をともにする。その翌日、日菜子に抱かれたとき、「今日はいつもと違う匂いがする」といわれ、水絵は戦慄する。やがて水絵は、日菜子との関係を終わらせようと考えるようになる。クリスマスが近づいたある日、日菜子の部屋に行くと、水絵にプレゼントがあるという。それは、猿ぐつわを咬まされ、薬を飲まされて身体の自由を奪われた郁也だった。水絵に手を出したことに対するお仕置きなのだという……。やがて、水絵は寮を出る。

### 第4章 落花
27歳になった水絵は、北野白梅町にある〈ギャラリー北梅〉でアルバイトとして働いていた。水絵はギャラリーを訪れた和彦の笑顔を見て、郁也を思い出す。食事に誘われ、上七軒の料亭へ行く。そして、和彦の絵が〈ギャラリー北梅〉に飾られることになる。やがて、水絵は和彦に惹かれるようになる。水絵の28歳の誕生日である2月25日に、彼女は和彦からプレゼントとしてペンダントをもらう。4月になり、水絵は和彦と桜を見に彼の別荘に行く。そしてその夜、水絵は和彦と床をともにする……。

### 終章 女坂
母親になった水絵が、少女とともに桜の舞う女坂を歩く……。

## 登場人物
吉沢水絵（よしざわ みずえ）
桜山女子学園大学国文科の学生。1年生。和歌山県の南端の海に近い田舎町の高校の出身。
嵯峨日菜子（さが ひなこ）
4年生。
嵯峨五月（さが さつき）
日菜子の父。日本画家。本名は、吾郎（ごろう）。
嵯峨月光（さが げっこう）
五月の父。
嵯峨星良（さが せいら）
五月の祖父。
嵯峨真央子（さが まおこ）
日菜子の母。
芝測悟美（しばそく さとみ）
国文科の学生。
市谷舞（いちがや まい）
テニス部の部長。
原田明歩（はらだ あきほ）
英文科の学生。
杉山弥生（すぎやま やよい）
3年生。
生方郁也（うぶかた いくや）
今出川大学経済学部の3年生。
橋川美優子（はしかわ みゆこ）
3年生。
片倉幸子（かたくら さちこ）
〈ギャラリー北梅〉のオーナーの会社の社員。
松本和彦（まつもと かずひこ）
画家。